# Švédské královské akademie

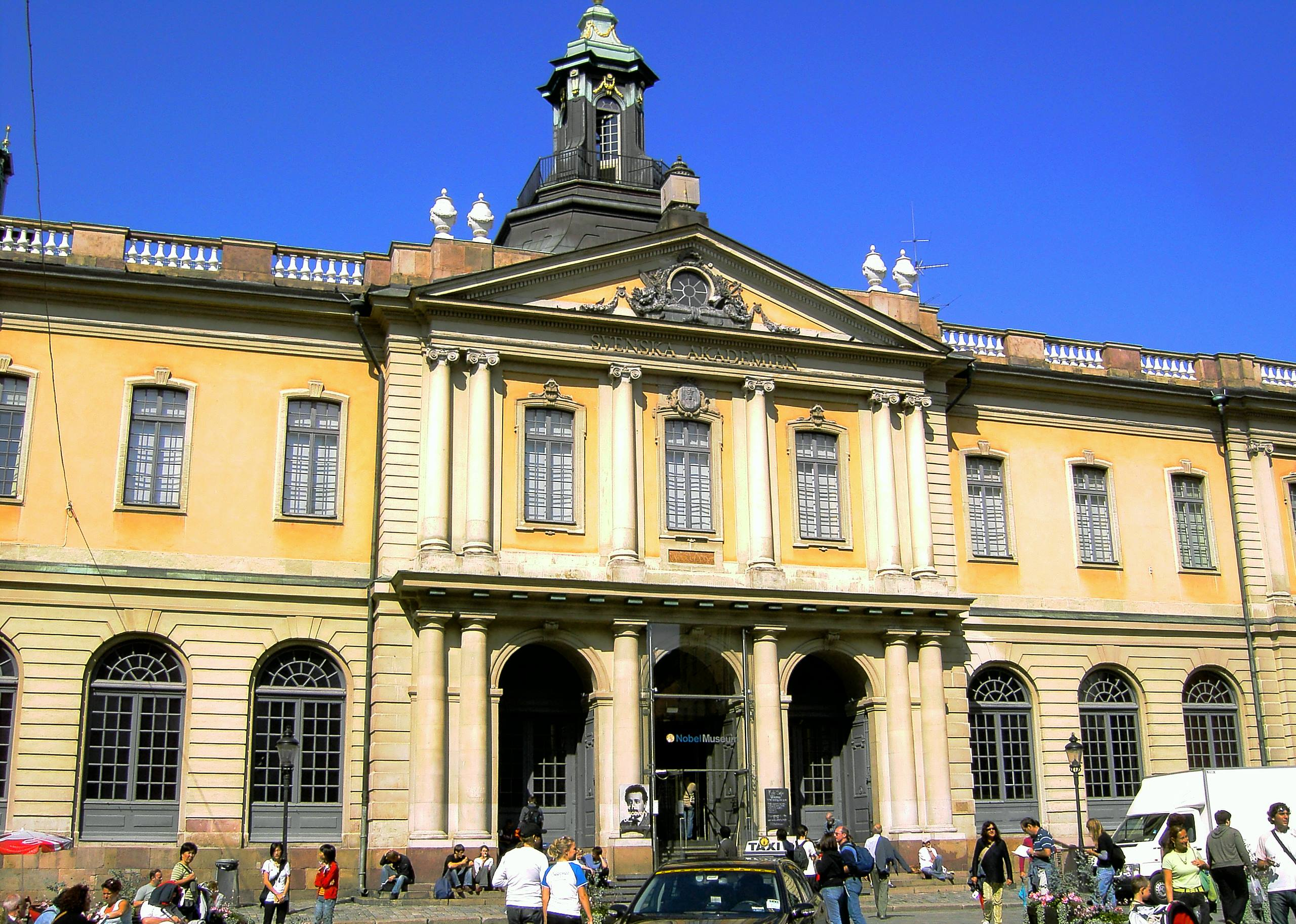
Budova švédské burzy, kde sídlí Švédská akademie

Královské akademie jsou nezávislé organizace založené na královský příkaz, které působí na podporu umění, kultury a vědy ve Švédsku. Švédská akademie a Akademie věd také zodpovídají za výběr laureátů Nobelovy ceny za literaturu, fyziku, chemii a pamětní cenu za ekonomii. Součástí Královských akademií jsou také vědecké společnosti, kterým byly uděleny královské charty.

## Umění a kultura
- Švédská akademie (Svenska Akademien), 1786
- Královská švédská akademie výtvarných umění (Kungliga Akademien för de fria konsterna), 1773
- Královská švédská hudební akademie (Kungliga Musikaliska Akademien), 1771
- Královská švédská akademie historie a starožitností (Kungliga Vitterhets Historie och Antikvitets Akademien), 1753

## Vědy
- Královská švédská akademie věd (Kungliga Vetenskapsakademien), 1739[3][4]
- Královská švédská akademie inženýrských věd (Kungliga Ingenjörsvetenskapsakademien), 1919
- Královská švédská akademie zemědělství a lesnictví (Kungliga Skogs- och Lantbruksakademien), 1813

## Vojenství
- Královská švédská akademie vojenských věd (Kungliga Krigsvetenskapsakademien), 1796
- Královská švédská společnost námořních věd (Kungliga Örlogsmannasällskapet), 1771

## Společnosti s královskou chartou
- Královská společnost věd v Uppsale (Kungliga Vetenskaps-Societeten i Uppsala), 1710
- Královská fyziografická společnost v Lundu (Kungliga Fysiografiska Sällskapet i Lund), 1772
- Královská společnost umění a věd v Göteborgu (Kungliga Vetenskaps- och Vitterhets-Samhället i Göteborg), 1759
- Královská společnost humanitních věd v Uppsale (Kungliga Humanistiska Vetenskapssamfundet i Uppsala), 1889
- Královská společnost humanitních věd v Lundu (Kungliga Humanistiska Vetenskapssamfundet i Lund), 1918
- Královská akademie Gustava Adolfa v Uppsale (Kungliga Gustav Adolfs Akademien), 1932
- Královská společnost umění a věd v Uppsale (Kungliga Vetenskapssamhället i Uppsala), 1954
- Královská lukostřelecká společnost v Umee (Kungliga Skytteanska Samfundet), 1956